# Banisia extravagans
Banisia extravagans är en fjärilsart som beskrevs av W. Warren 1908. Banisia extravagans ingår i släktet Banisia och familjen Thyrididae. Inga underarter finns listade i Catalogue of Life.